# Eisfelder Talmühle

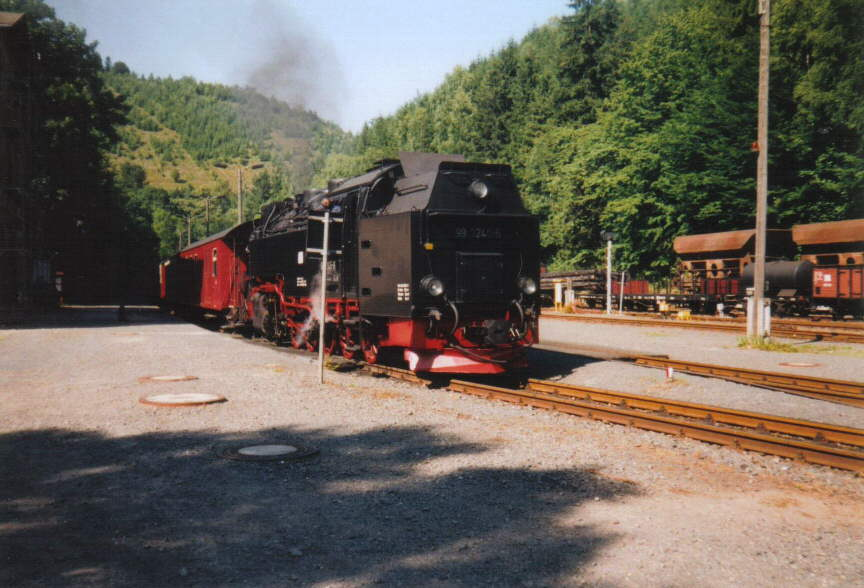
Tren de vapor en Eisfelder Talmühle

Eisfelder Talmühle és una estació de via estreta d'encreuament entre el Ferrocarril de la Vall del Selke (Selketalbahn) i la línia principal del Ferrocarril del Harz (Harzquerbahn). Aquesta estació està aïllada i no dona servei a cap població i actualment està deshabitada. En la Deutsche Reichsbahn i en dies de la República Democràtica Alemanya va tenir gran quantitat d'habitacions de pernoctació i refresc. Encara és un intercanviador segur en determinades hores del dia quan els trens de vapor y els automotors convergeixen cap a les tres direccions per permetre als passatgers fer les connexions.

## Galeria d'imatges

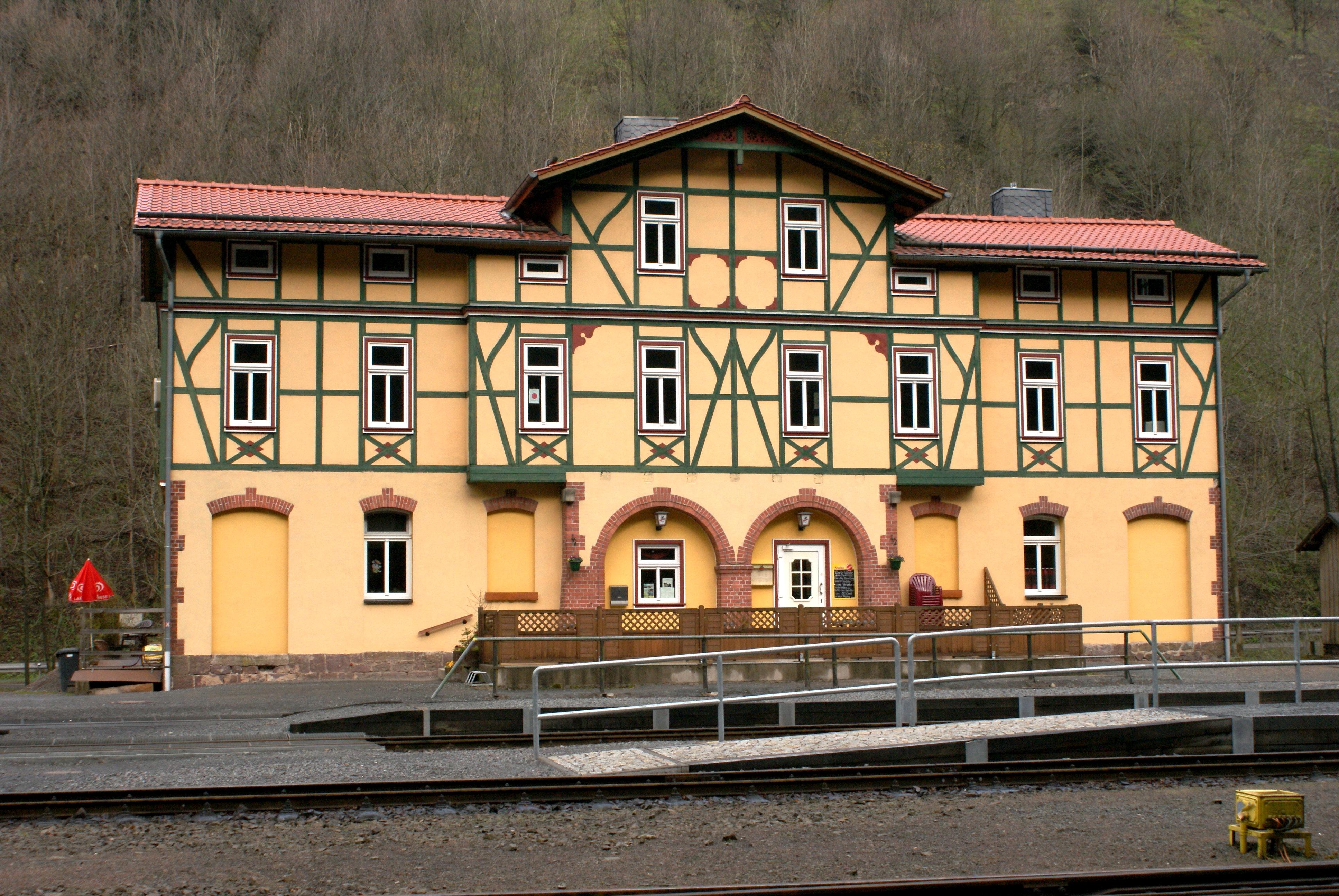
Vista frontal del edificio de la estación
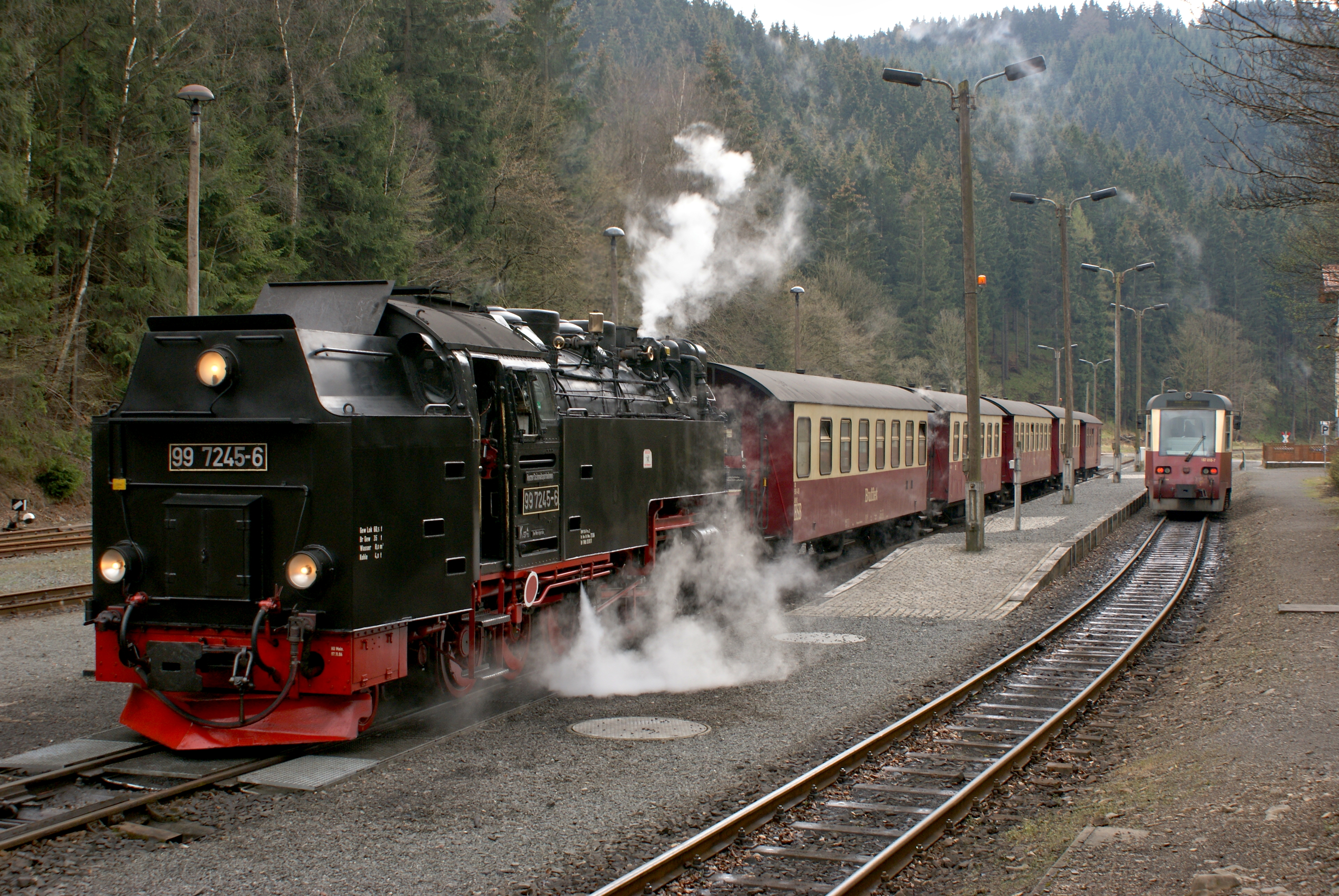
Locomotora 99 7245 en Bf Eisfelder Talmühle
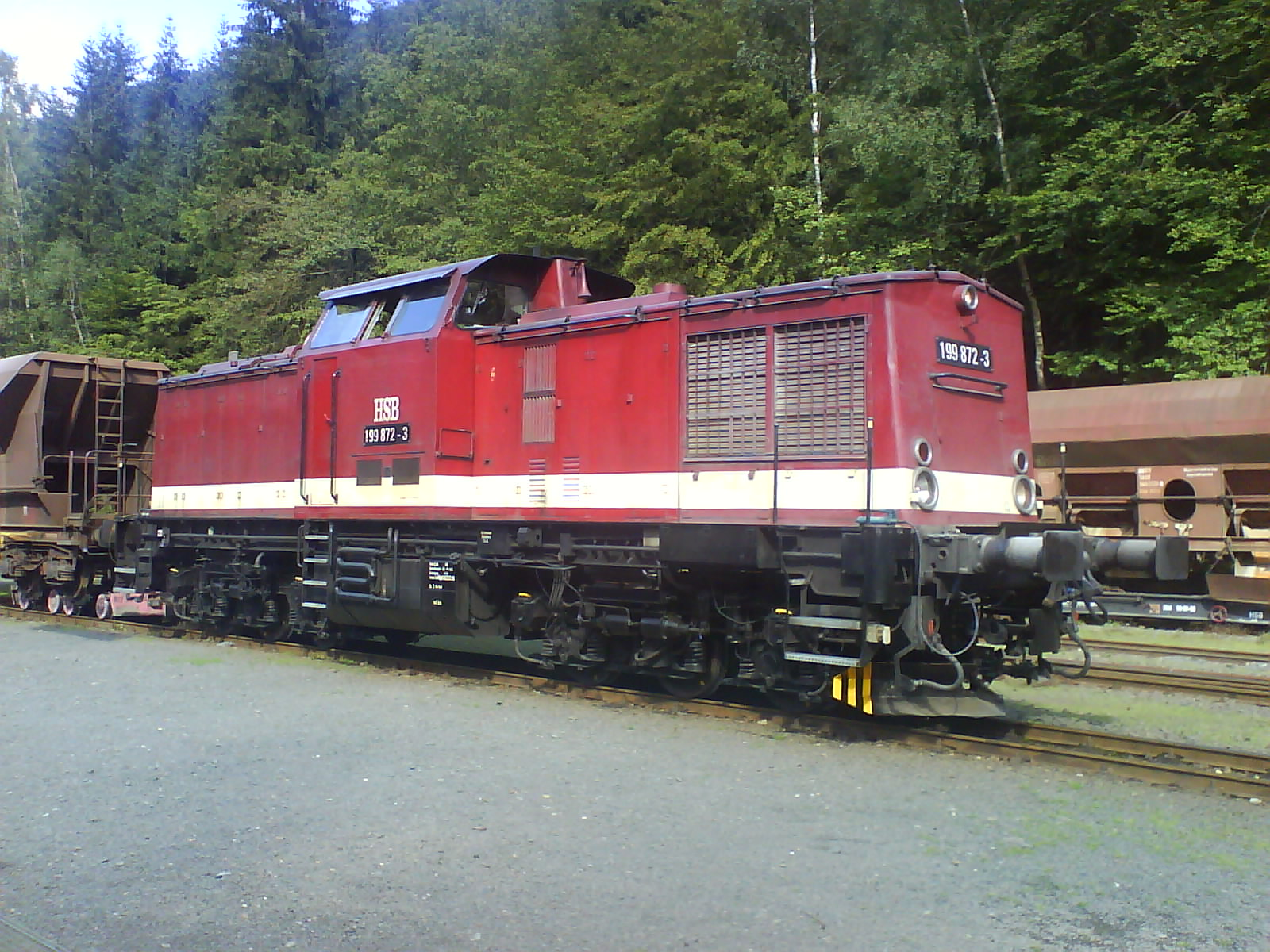
Locomotora diesel 199 872 con un tren mercancias in Eisfelder Talmühle
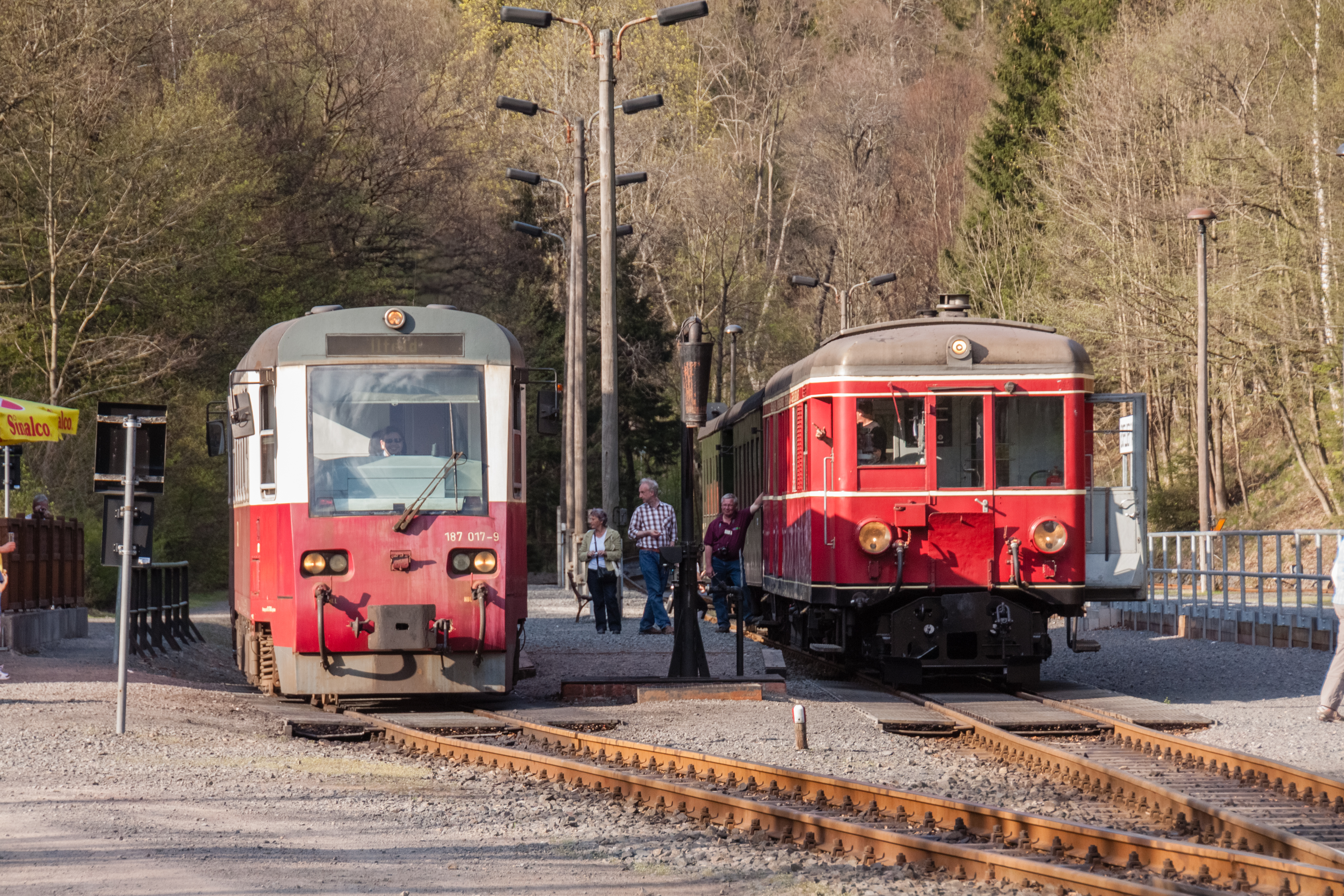
Automotor en Eisfelder Talmühle